# Телефонный план нумерации Бельгии
Телефонный план нумерации Бельгии —  диапазоны телефонных номеров, выделяемых различным пользователям телефонной сети общего пользования в Бельгии, специальные номера и другие особенности набора для совершения телефонных вызовов. Все международные номера пользователей данной телефонной сети имеют общее начало +32 - называемый префиксом или телефонным кодом страны. В Бельгии действует тарифный план полного набора номеров, что означает, что для всех вызовов необходимо набирать полный национальный номер, при этом для всех национальных номеров сохраняется код магистрали «0».
Международный код: +32
Префикс для совершения международных звонков: 00
Исключение: некоторые «специальные службы» используют 3 или 4 цифры без кодов региона или магистрали: например; 112 и 100 (пожарная команда и скорая помощь); 101 (полиция); 1307 (информация на французском) или 1207 (информация на голландском) и т. д.
112 — это номер экстренной помощи для связи с пожарной командой, скорой помощью и полицией во всех 27 странах Европейского Союза. Операторы помогут вам на родном языке, на английском или на языке любой соседней страны. Звонки на этот номер для связи с полицией перенаправляются на 101, теряя время ответа. План нумерации телефонов позволяет номерам иметь различную длину (9 цифр для стационарных номеров и 10 цифр для мобильных номеров).

## Обзор и структура
Коды городов Бельгии, за исключением ведущего нуля, состоят из одной или двух цифр. Номера имеют переменную длину; стационарные телефоны имеют семизначный номер абонента и однозначный код города для крупных городов, в то время как в небольших городах шестизначный номер абонента и двузначный код города. Все бельгийские телефонные номера, набираемые в пределах Бельгии, должны использовать начальный код магистрали 0. Коды городов отделяются от номера абонента косой чертой и пробелом, а цифры номера абонента имеют формат «xxx xx xx» или «xx xx xx» (иногда «xxx xxx»), в зависимости от длины кода города. См. таблицу ниже для примеров:
```
Бельгия

  
0x xxx xx xx
 - набор номера большого города, такого как 
Брюссель
, 
Антверпен
, 
Льеж
 и 
Гент
.
 
0xx  xx xx xx
 - набор номера небольшого города, такого как 
Кортрейк
, 
Монс
, 
Остенде
, 
Алст
 или 
Вервье
.

04xx  xx xx xx
 - набор номера мобильного телефона со стационарного или другого мобильного телефона.
```

Обратите внимание, что Льеж разделяет магистральный номер 04 для стационарных телефонов с префиксом мобильных номеров 046, 047, 048 или 049. Но стационарные телефоны в Льеже не начинаются с этих последовательностей.
Находясь за пределами Бельгии, абонент набирает префикс международного вызова (обычно 00 в Европе, 810 или знак «+» в России и 011 в Северной Америке), затем 32 (код страны для Бельгии), затем код города минус код магистрали 0 и, наконец, местный номер.
```
Набор номера из 
Нью-Йорка
 в Брюссель

011-32-2-555-12-12
 - опуская начальный "0".
```

```
Набор номера из Нью-Йорка в 
Шарлеруа

011-32-71-123-456
 - номер абонента сокращается с добавлением номера к коду города.
```

```
Набор номера из Нью-Йорка на мобильный номер

011-32-4
x
x-12-34-56
 - в номеронабирателе пропущен начальный "0".
```

```
Набор номера из России в Брюссель

810-32-2-555-12-12
 или 
+32-2-555-12-12
.
```

Коды городов мобильной связи / GSM всегда начинаются с 04xx, а номер абонента состоит из шести цифр. Номера обычно предоставляются Mobistar (переименован в Orange), Base или Proximus, а в последнее время и Telenet. У каждого провайдера есть уникальный номер, назначенный в качестве второй цифры в коде города: номера Proximus начинаются с 047x или 0460, базовые номера — с 048x, Orange номера — с 049x, а номера Telenet — с 0467 и 0468. С введением переносимости номеров, как для стационарных, так и для мобильных номеров, коды городов могут больше не соответствовать их первоначальным провайдерам или местным коммутаторам.